# 蔺状早熟禾
蔺状早熟禾（学名：Poa schoenites），为禾本科早熟禾属下的一个植物种。